# 13246 Hannahshu
13246 Hannahshu eller 1998 MJ33 är en asteroid i huvudbältet som upptäcktes den 24 juni 1998 av LINEAR i Socorro County, New Mexico. Den är uppkallad efter Hannah T. Shu.
Asteroiden har en diameter på ungefär 9 kilometer och den tillhör asteroidgruppen Leonidas.